# Нижна-Яблонка
Нижна-Яблонка (словац. Nižná Jablonka) — село и одноимённая община в районе Гуменне Прешовского края Словакии. В письменных источниках начинает упоминаться с 1436 года.

## География
Село расположено в северо-восточной части края, в долине реки Рьеки, вблизи государственной границы с Польшей, при автодороге 567. Абсолютная высота — 309 метров над уровнем моря. Площадь муниципалитета составляет 11,89 км².

## Население
| Год:                | 1994 | 2004    | 2014    | 2024     |
| ------------------- | ---- | ------- | ------- | -------- |
| Количество человек: | 183  | 177     | 186     | 138      |
| Разница:            |      | −3,27 % | +5,08 % | −25,80 % |

По данным последней официальной переписи 2011 года, численность населения Нижна-Яблонки составляла 194 человека.

## Достопримечательности
- Грекокатолическая церковь Успения Пресвятой Богородицы, 1811 г.
- Православная церковь во имя Успения Пресвятой Богородицы